# Circuit (division administrative)
Pour les articles homonymes, voir Circuit.

Les circuits de la Chine des Tang en 742

Un circuit ou voie (du chinois : 道 ; pinyin : dào, traduit en japonais par 道 (dō) et en coréen : 도 Hanja : 道 ; Romanisation révisée : do ; McCune-Reischauer : do), littéralement, voie ou circuit), était une division administrative historique de la Chine, ainsi qu'un type de division administrative historique et moderne du Japon. Le caractère Do sert également a désigner des divisions administratives toujours utilisées actuellement en Corée du Nord et du Sud.

## Chine

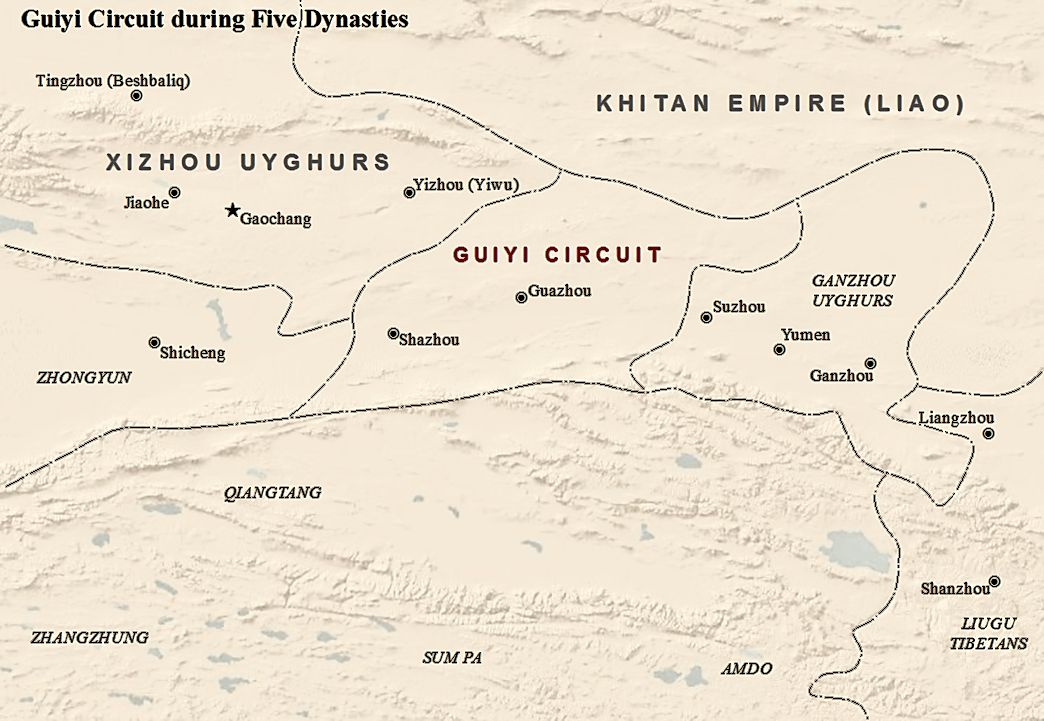
Le circuit Guiyi.

Les circuits sont créés pour la première fois en Chine pendant la dynastie Han, et sont utilisés comme une division administrative de niveau inférieur, comparable aux xian contemporains. Mais si les xian sont utilisés au cœur de l'Empire, les circuits le sont dans les zones frontalières et les franges de l'Empire, soit des zones principalement habitées par des peuples non-Han, ou trop isolées géographiquement du pouvoir central. Ce système tombe en désuétude après l'effondrement de la dynastie Jin de l'Ouest.
Les circuits renaissent en 627, lorsque Tang Taizong, le second empereur de la dynastie Tang, en fait la division administrative la plus importante et subdivise la Chine en dix circuits. Au début, ces circuits sont destinés à être des divisions purement géographiques et non administratives, puis l'empereur Tang Xuanzong crée cinq nouveaux circuits et, lentement, leur puissance administrative, politique et militaire augmente. À la fin de la dynastie Tang, les circuits deviennent de puissantes entités régionales dirigées par des gouverneurs militaires, les Jiedushi, qui vont s’entre-déchirer pendant la période des Cinq Dynasties et des Dix Royaumes. Pendant les dynasties des Jin postérieurs et Song, les circuits sont renommés de dao en lu (路, lù), les deux signifiant littéralement « route » ou « chemin ». Sous la dynastie Yuan, les circuits reprennent le nom de dao.
Cependant, les Yuan ne se contentent pas de renommer les circuits, ils les rétrogradent en divisions administratives de deuxième niveau, après avoir créé des provinces regroupant plusieurs circuits. Après cette réforme, rien ne change durant les siècles suivants. Ce n'est que sous les Qing, que leur statut évolue à nouveau, lorsque la cour impériale décide que chacun d'entre eux sera supervisé par un intendant de circuit ou tao-dai (道臺, dàotái). Au sein de ces nouveaux hauts fonctionnaires, l'intendant du circuit de Shanghai est particulièrement influent.
Si le rang des circuits ne change plus, leur nombre varie en fonction des redécoupages administratifs opérés au fil des siècles. Ainsi, le circuit du chuanbian (zh) (川边道), est divisé en deux sous la dynastie Qing : le circuit du Bian occidental (zh)(边西道) et le circuit du Bian oriental (zh) (边东道). Par la suite, ces deux circuits deviennent des districts, puis la province du Xikang sous la République de Chine.
Les circuits continuent d'exister jusqu’au début de la République de Chine (1912-1949), comme le Circuit du Donghai (zh) (东海道, littéralement, circuit de la mer orientale), dans la province du Shandong, qui existe jusqu'en mai 1928, ou le circuit de Qiongya, qui correspond à l’actuelle province du Hainan. Ce n'est qu'en 1928 que tous les circuits sont soit transformés en d'autres divisions administratives, soit dissous.

## Corée
Depuis la période Joseon (fin du Xe siècle), les do sont le niveau le plus élevé de division administrative de la Corée. C'est toujours le cas à l'heure actuelle et ce aussi bien en Corée du Nord qu'en Corée du Sud. Ces do sont désignés par le même caractère chinois (道) que les divisions administratives chinoises et japonaises mais, en raison de leur importance relativement plus grande, do est ici habituellement traduit par « Province » au lieu de « Circuit ».
La Corée du Nord, par exemple le Pyongan du Nord (coréen : 평안북도 (平安北道), Pyeonganbukdo), littéralement voie du nord de Pyeongan.

## Japon
Au cours de la période Asuka (538 - 710), le Japon est organisé en cinq provinces (ki) et sept circuits (dō), une organisation administrative connue sous le nom de Gokishichidō, qui s'inscrit dans le cadre d'un système juridique et gouvernemental emprunté aux Chinois. Même si ces provinces et circuits disparaissent en tant que structures administratives pendant la période Muromachi (1336 – 1573), elles demeurent des entités géographiques importantes jusqu'au XIXe siècle.
Les sept circuits se répartissaient sur les îles de Honshū, Shikoku et Kyūshū :
- Tōkaidō (東海道) « Circuit de la Mer de l'Est » : Partait en direction de l'est en suivant la côte de l'océan Pacifique
- Tōsandō (東山道) « Circuit des Montagnes de l'Est » : Partait vers le nord-est à travers les Alpes japonaises
- Hokurikudō (北陸道) « Circuit des Terres du Nord » : Partait vers le nord-est en suivant la côte de la mer du Japon
- San'indō (山陰道) « Circuit du côté Ombragé » : Partait vers l'ouest en suivant la côte de la mer du Japon
- San'yōdō (山陽道) « Circuit du côté Ensoleillé » : Vers l'ouest
- Nankaidō (南海道) « Circuit de la Mer du Sud » : Vers la péninsule de Kii et les îles d'Awaji-shima et Shikoku
- Saikaidō (西海道) « Circuit de la Mer de l'Ouest » : À l'Ouest de Honshū, correspondant approximativement à Kyūshū.

Au milieu du XIXe siècle, l'île septentrionale d'Ezo est colonisée et rebaptisée Hokkaidō (北海道), ce qui signifie « Voie de la Mer Nord ». C'est actuellement la seule préfecture du Japon dont le nom contient le suffixe dō, du chinois dao (道) (Voie ou Circuit).

## Voir également
- Préfectures du Japon
- Provinces du Japon